# Palo del Colle
Palo del Colle é uma comuna italiana da região da Puglia, província de Bari, com cerca de 20.843 habitantes. Estende-se por uma área de 79 km², tendo uma densidade populacional de 264 hab/km². Faz fronteira com Binetto, Bitetto, Bitonto, Toritto.

## Demografia
| Variação demográfica do município entre 1861 e 2011                               |
|                                                                                   |
| Fonte: Istituto Nazionale di Statistica (ISTAT) - Elaboração gráfica da Wikipedia |